# Клод Папі
Клод Папі (фр. Claude Papi, нар. 16 квітня 1949, Порто-Веккіо — пом. 28 січня 1983, Порто-Веккіо) — французький футболіст, півзахисник.
Відомий виступами за «Бастію», в складі якої провів всю свою ігрову кар'єру, а також національну збірну Франції.

## Клубна кар'єра
У дорослому футболі дебютував 1968 року виступами за команду клубу «Бастія», кольори якої і захищав протягом усієї своєї кар'єри гравця, що тривала цілих п'ятнадцять років. Більшість часу, проведеного у складі «Бастії», був основним гравцем команди. За цей час виборов титул володаря Суперкубка Франції та став володарем Кубка Франції.
Помер 28 січня 1983 року на 34-му році життя у місті Порто-Веккіо.

## Виступи за збірну
1973 року дебютував в офіційних матчах у складі національної збірної Франції. Протягом кар'єри у національній команді, яка тривала 6 років, провів у формі головної команди країни лише 3 матчі.
У складі збірної був учасником чемпіонату світу 1978 року в Аргентині.
| Дата       | Місто          | Господарі | Результат | Гості    | Турнір           | Голи | Примітки |
| ---------- | -------------- | --------- | --------- | -------- | ---------------- | ---- | -------- |
| 21/11/1973 | Париж          | Франція   | 3 – 0     | Данія    | товариський матч | -    |          |
| 26/03/1975 | Париж          | Франція   | 2 – 0     | Угорщина | товариський матч | -    |          |
| 10/06/1978 | Мар-дель-Плата | Угорщина  | 1 – 3     | Франція  | ЧС 1978          | -    |          |
| Усього     |                | Матчів    | 3         |          | Голів            | 0    |          |

## Титули і досягнення
- Володар Суперкубка Франції (1):

«Бастія»: 1972
- Володар Кубка Франції (1):

«Бастія»: 1980-81